# Moulton (Lincolnshire)
Moulton – wieś i civil parish w Anglii, w hrabstwie Lincolnshire, w dystrykcie South Holland.